# Lago Dämeritz
El lago Dämeritz (en alemán: Dämeritzsee) es un lago situado al oeste de Berlín, en el distrito rural de Oder-Spree, en el estado de Brandeburgo (Alemania), a una elevación de 32 metros; tiene un área de 93 hectáreas. 
El lago forma parte del curso del río Spree.